# Straining
Straining (von engl. to strain  »ziehen, dehnen, belasten, anstrengen, spannen, pressen, beanspruchen«)
bezeichnet in der Arbeits- und Organisationsforschung und Gesundheitspsychologie eine Form der Diskriminierung und des Mobbings am Arbeitsplatz, bei der eine bewusste Belastungssituation vorsätzlich herbeigeführt wird, unter der das Opfer psychisch und/oder physisch erkrankt und unter dem aufgebauten Druck zusammenbricht. Erstmals 2004 vom deutschen Arbeitspsychologen Harald Ege in Italien angewandt und definiert und dort in Arbeitsgerichtsprozessen in Form von Gutachten eingesetzt führte der Begriff schnell Einzug in die italienische Rechtsprechung.
In einem Strainingfall wird das Opfer gezielt psychischem Stress ausgesetzt. Der sogenannte Strainer entzieht dem Opfer Aufgaben, es bekommt keine Einladungen zu Sitzungen mehr, es wird vom Informationsfluss ausgeschlossen sowie von formal Untergebenen und bei Entscheidungen, die eigentlich in seinen Kompetenzbereich fallen müssten, übergangen. Manchmal werden sogar Büro oder Arbeitsmittel wie Computer und Telefon entzogen. Das Strainingopfer fühlt sich degradiert, aufs Abstellgleis gestellt, blockiert und bestraft.
Durch den bewusst herbeigeführten Entzug von Arbeitsaufgaben, durch Isolierung (Abschiebung in einen "Abstellraum") sowie Über- und Unterforderung führt Straining zur Frustration, Krankheit bis hin zum Suizid.
Straining ist ein weit verbreitetes Phänomen. Eine großangelegte deutschlandweite Studie mit über 2300 Teilnehmenden aus dem Bereich des öffentlichen Dienstes kommt zu dem Ergebnis, dass 3,9 % aller Beschäftigten schon einmal Opfer von rechtlich relevanten Straining-Attacken waren. Bei rund jedem vierten Straining-Opfer wurde die vierte Phase und damit der Verlust des Arbeitsplatzes erreicht. Die geringe Bekanntheit von Straining, bei gleichzeitig gravierenden Folgen, lässt in der Wissenschaft die Forderung nach klaren gesetzlichen Regelungen lauter werden.

## Ursachen
Ein Mitarbeiter soll zunächst „kaltgestellt“ werden, damit er, zermürbt von der Situation, freiwillig das Unternehmen verlässt. Dies kann vorkommen, wenn eine andere Partei die Wahl gewonnen hat oder ein neuer Vorstand oder Behördenleiter ernannt wurde und nun alle Schlüsselpositionen mit eigenen Leuten besetzt werden sollen. Auch schwache Vorgesetzte können Straining einsetzen, um leistungsfähige und leistungsbereite Untergebene zum Verlassen des Unternehmens zu bewegen und sich dadurch vor einer potentiellen Konkurrenz zu schützen. Allgemein wird Straining eingesetzt, wenn man sich von einem Mitarbeiter trennen möchte, es jedoch keine Gründe gibt, die dem allgemeinen oder besonderen Kündigungsschutz bzw. dem Beamtenrecht standhalten oder wenn man sich die Abfindung im Fall eines Aufhebungsvertrages ersparen möchte.

## Abgrenzung zum Mobbing
In beiden Fällen handelt es sich um einen Konflikt am Arbeitsplatz über eine Dauer von mindestens sechs Monaten, bei dem sich das Opfer in einer unterlegenen Position befindet.
Während Mobbing definitionsgemäß wiederholt stattfindet, reicht beim Straining eine einmalige Degradierung, die permanent auf das Opfer wirkt. Statt lauter, direkter und vielseitiger Attacken findet eine verdeckte Diskriminierung durch Änderung der Arbeitsaufgaben statt. Während beim Mobbing mehrere Eskalationsphasen stattfinden, sind diese beim Straining weniger ausgeprägt aber genauso zermürbend.
Da mehrere Strainingfälle in einem Mobbingfall enthalten sein können, kommt Straining häufiger vor als Mobbing.